# 圣体龛教堂 (塞维利亚)

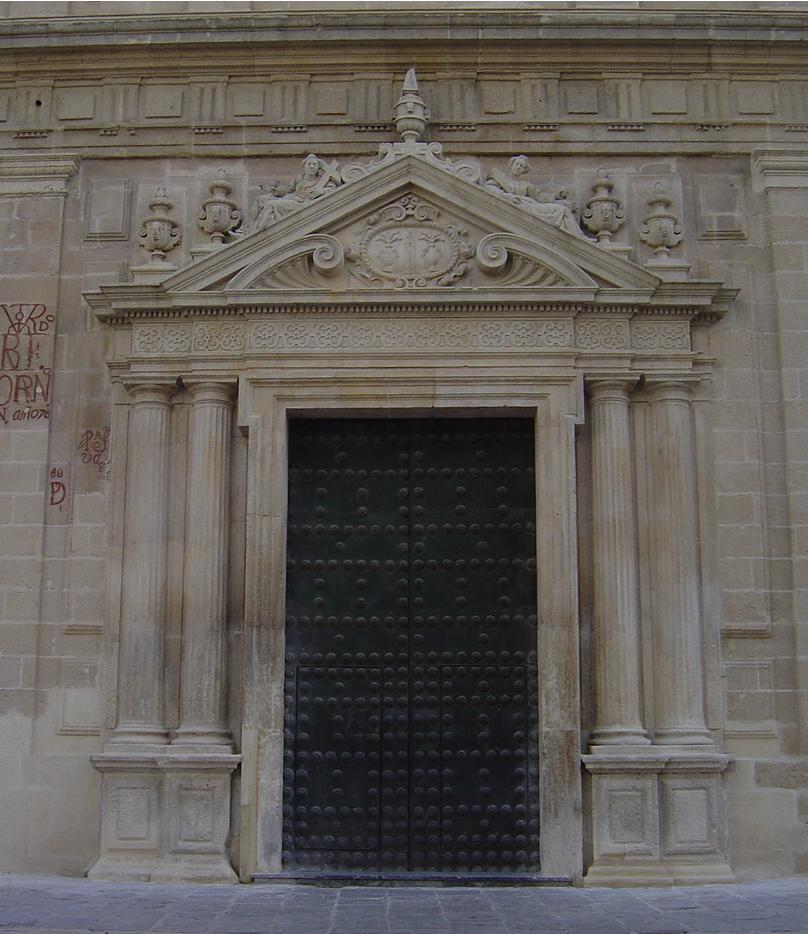

圣体龛教堂（Sagrario de la Catedral）是一座罗马天主教堂区教堂，位于西班牙塞维利亚的宪法大道（Avenida de la Constitución），巴洛克建筑风格。该堂建于1618-1662年，与塞维利亚主教座堂、柑橘庭院（Patio de los Naranjos）和其他附属建筑组成的建筑群融为一体。

## 历史
这座建筑开始于1618年，由主教座堂的建筑师米格尔·德祖马拉加（Miguel de Zumarárraga）负责，直到他1630年去世。工程在费尔南多·德奥维耶多的领导下继续进行，最终于1662年6月由洛伦佐·费尔南德斯·伊格莱西亚斯完成。
选择的地点位于柑橘庭院西侧的格拉纳达圣母院，因此拆除旧清真寺，和各种基督教小堂的遗迹，以及白色大理石的墓穴。
它完全是用石头建造的，历史上多次修复，最近的两次是在20世纪60年代和2017年。

## 描述

### 外观
建筑的外观非常简洁，立面分为三段，上段覆盖壁柱，

### 内部
该堂为拉丁十字平面，

#### 正祭台

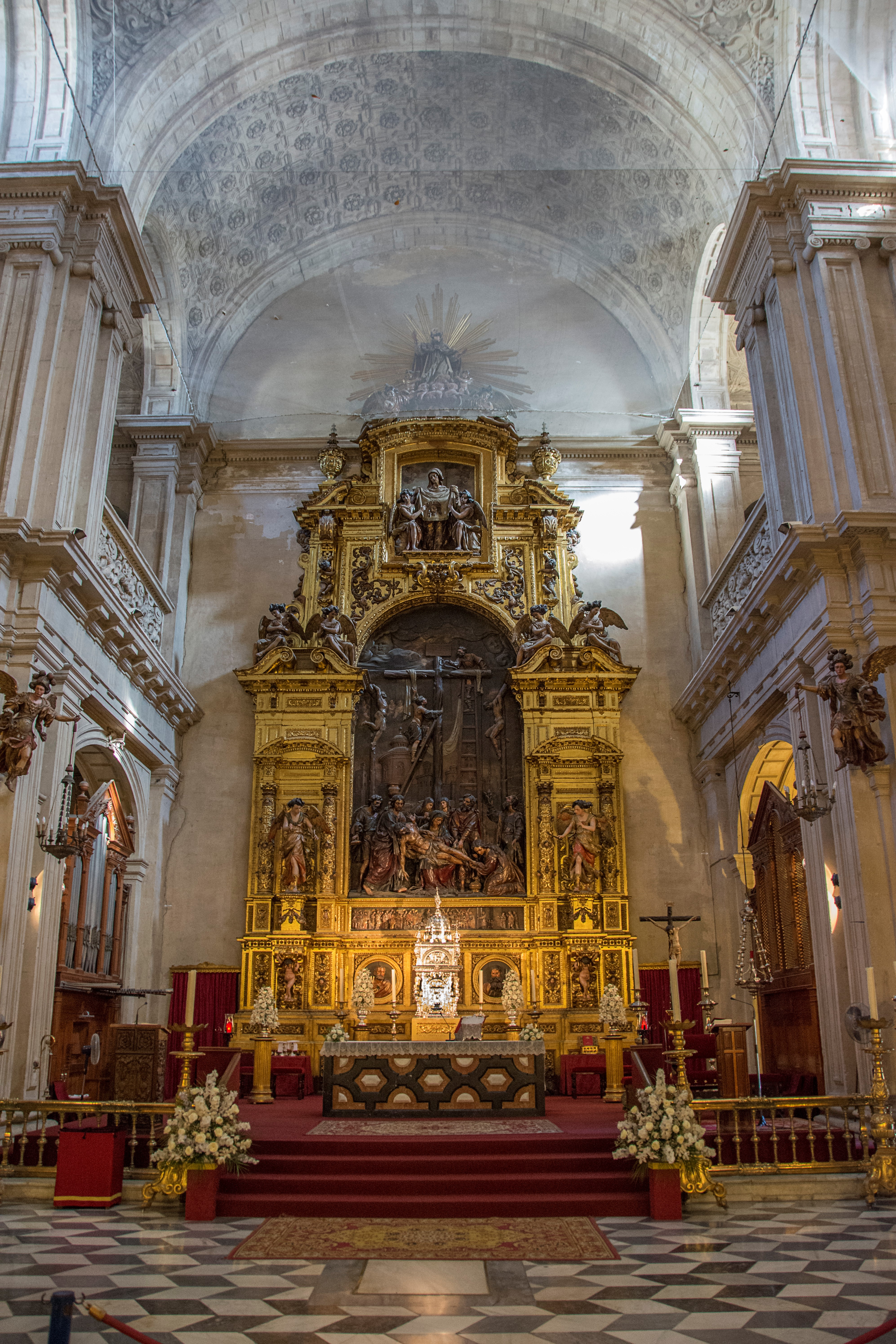
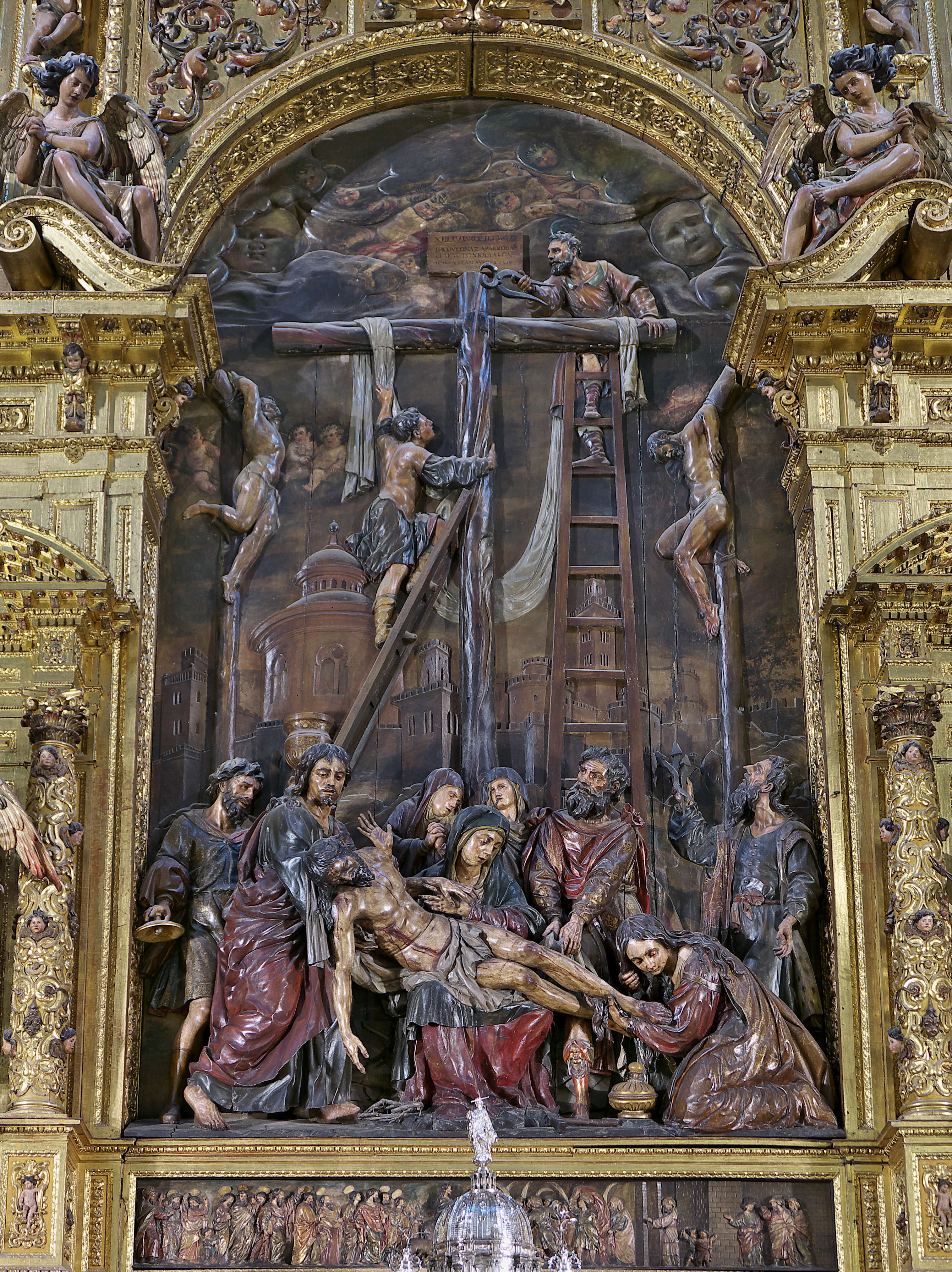

正祭台的祭坛画于1712年完成，由 Jerónimo de Balbás 与雕塑家 Pedro Duque Cornejo 合作完成。这部作品得到了广泛的接受，但在18世纪中叶，在法国波旁王朝的支持下，转向新古典主义风格，这幅巴洛克风格的祭坛画于1824年拆除。 

#### 右侧小堂

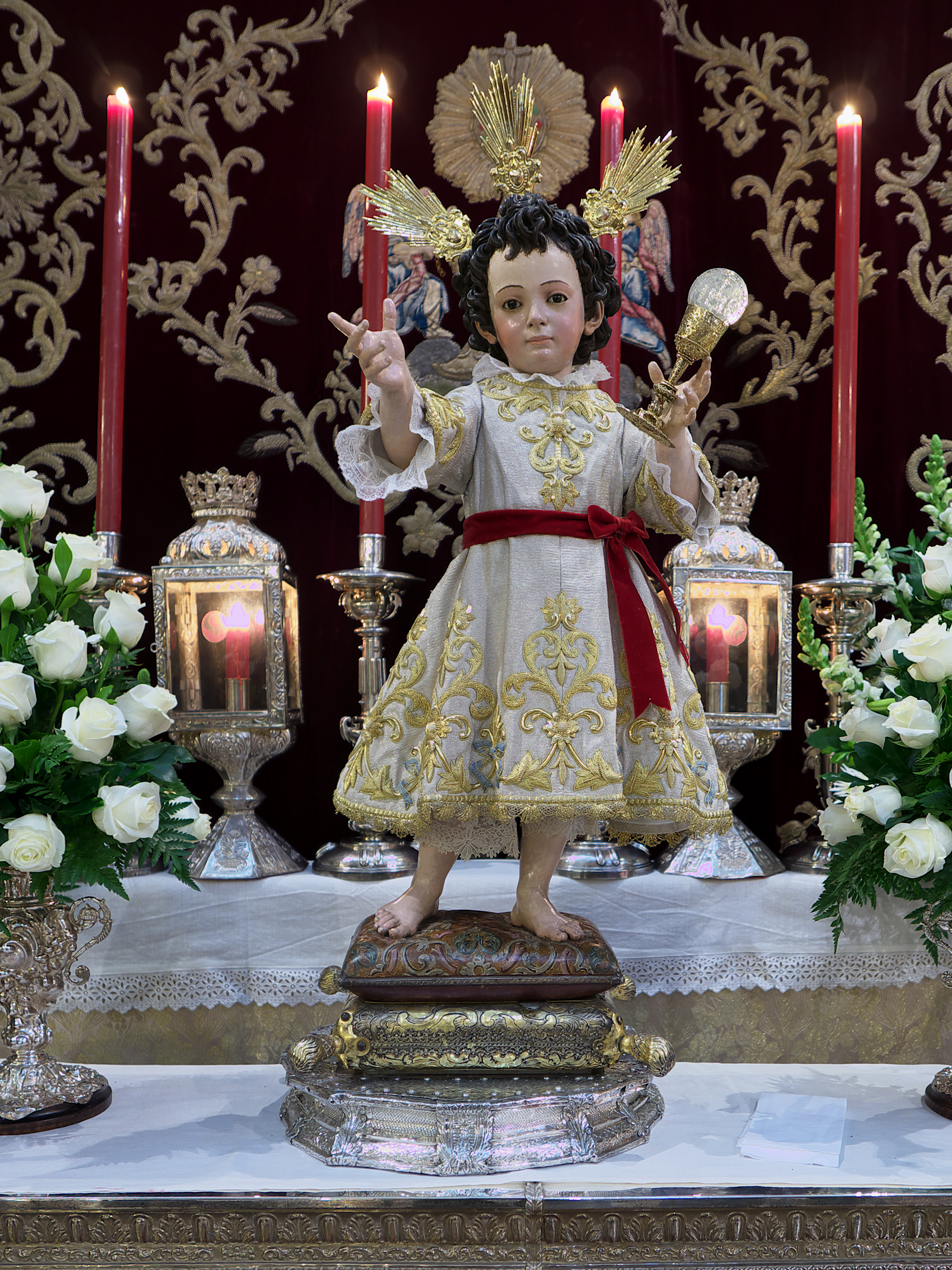
圣婴耶稣

- 圣安多尼小堂（Capilla de San Antonio）
- 玫瑰圣母小堂（Capilla de la Virgen del Rosario）

#### 左侧小堂
- 圣若瑟小堂（Capilla de San José），巴洛克祭坛画，雕刻于1694年至1698年，中心人物圣若瑟
- 荆冕小堂（Capilla del Cristo de la Corona）：“戴荆棘冠冕和十字架的基督”是16世纪末的一部匿名作品。

#### 绘画

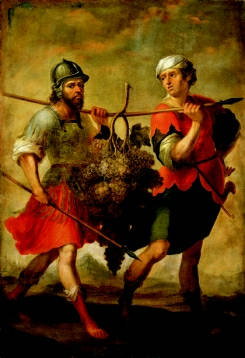